# Quintus Iunius Blaesus (Suffektkonsul 10)
Quintus Iunius Blaesus war ein römischer Politiker und Senator in der ersten Hälfte des 1. Jahrhunderts n. Chr.
Blaesus gelangte als erster seiner Familie in den Senat. Über seine Ämterlaufbahn ist wenig bekannt. Vor seinem Suffektkonsulat im Jahr 10 war er Prokonsul der Provinz Sizilien gewesen. Einige Jahre nach seinem Konsulat wurde Blaesus Statthalter der Provinz Pannonien, wo er im Jahr 14 unter Drusus Caesar der Meuterei der Legionen ein Ende machte. Von 21 bis 23 war er schließlich Prokonsul der Provinz Africa.
Trotz dreijährigen Prokonsulats war es Lucius Apronius nicht gelungen, Tacfarinas zu besiegen. Tiberius setzte nun seine Hoffnung auf Blaesus, aber auch dieser konnte seinem Gegner während des Sommers und Herbstes 21 keine einschneidende Niederlage beibringen. Das Prokonsulat wurde ihm deshalb für das Amtsjahr 22/23 verlängert. Im Winter 21/22 wurden die Kämpfe ohne Winterlager in Africa fortgeführt. Gegen den Feind wandte Blaesus dieselben Methoden an wie sein Vorgänger, und es gelang ihm, Tacfarinas’ Bruder gefangen zu nehmen. Tiberius verlieh Blaesus, als ob der Krieg beendet sei, die ornamenta triumphalia und erlaubte ihm, von den Soldaten als Imperator begrüßt zu werden. Dass der Krieg noch nicht beendet war, geht aus den Ereignissen unter dem Prokonsulat von Blaesus’ Nachfolger Publius Cornelius Dolabella hervor.
Als Blaesus’ Neffe Lucius Aelius Seianus im Jahr 31 wegen Hochverrats angeklagt und hingerichtet wurde, fand auch die Laufbahn des Blaesus ein Ende. Sein gleichnamiger Sohn war im Jahr 28 Suffektkonsul.